# Rocket Lab
Rocket Lab ist ein Raumfahrtunternehmen mit Hauptsitz in Los Angeles (ursprünglich in Auckland), das einen Raketenstartplatz in Neuseeland betreibt. Das Unternehmen wurde im Jahr 2006 als Rocket Lab Ltd. von Peter Beck gegründet. Es entwickelte und betreibt die Trägerrakete Electron, um Kleinsatelliten in den Orbit zu bringen. Zudem stellt Rocket Lab Bauteile für Satelliten her.
Hauptinvestoren waren zumindest in der Anfangszeit Khosla Ventures, Bessemer Venture Partners, Data Collective, Promus Ventures, Lockheed Martin und K1W1. Zudem erhielt das Unternehmen Finanzmittel von der Foundation for Research, Science and Technology, für die Peter Beck als Wissenschaftler tätig war.
Im Dezember 2021 übernahm das Unternehmen die Firma SolAero Holdings, Inc., einen Hersteller für hochspezialisierte Solarzellen für den Weltraum. Mit der Akquisition erhöhte sich die Mitarbeiterzahl um 475 auf mehr als 1.100.

## Produkte

### Ātea
Rocket Lab entwickelte zunächst die Höhenforschungsrakete Ātea-1 (Māori für 'Weltraum'), die nur einen Start absolvierte. Die 6 m lange und 60 kg schwere Rakete sollte 2 kg Nutzlast in eine Höhe von 120 km bringen können. Sie sollte kleine wissenschaftliche Nutzlasten und möglicherweise auch persönliche Gegenstände transportieren.
Ātea-1 wurde erfolgreich von Great Mercury Island in der Nähe von Coromandel am 30. November 2009 gestartet.
Eine größere Ātea-2 war in Planung, wurde jedoch nicht realisiert.

### Electron
Im Dezember 2010 schloss Rocket Lab einen Vertrag mit dem Operationally Responsive Space Office (ORS), um kostengünstige Trägerraketen für Kleinsatelliten zu entwickeln. Gebaut wurde eine zwei- bis dreistufige Rakete mit der Bezeichnung Electron, die Nutzlasten bis 225 kg in eine Erdumlaufbahn bringen kann. Als Startplatz wurde die Māhia Peninsula an der Ostküste der Nordinsel ausgewählt; die Bauarbeiten für den so bezeichneten Rocket Lab Launch Complex 1 begannen im März 2016. Der erste von drei Testflügen fand am 25. Mai 2017 um 06:20 Uhr MEZ statt und endete in einem Fehlschlag. Der zweite Testflug wurde am 21. Januar 2018 durchgeführt und brachte erfolgreich drei Cubesats in eine Erdumlaufbahn. Bis Ende Juni 2025 erfolgten insgesamt 64 erfolgreiche Starts dieser Rakete.

### Photon
Die optionale dritte Stufe (die Kickstufe) der Electron entwickelte Rocket Lab zu einem Satellitenbus mit der Bezeichnung „Photon“ weiter. Photon stellt eine 28-Volt-Stromversorgung sowie S-Band-Kommunikation und 1 Terabyte Datenspeicher bereit. Die in den Bus eingebaute Nutzlast kann bis zu 170 kg schwer sein und mindestens fünf Jahre lang mit Photon im Orbit verbleiben. Rocket Lab möchte selbst als Satellitenbauer auftreten und die Nutzlasten der Kunden mit Photon zu Satelliten integrieren. Das erste Photon-Exemplar wurde im August 2020 mit der Electron-Mission „First Light“ gestartet. Es soll fünf bis sechs Jahre als Satellit in einer Erdumlaufbahn bleiben. Ein zweites Testexemplar namens „Photon Pathstone“ kam beim 19. Electron-Start am 22. März 2021 zum Einsatz.
Im Sommer 2021 beauftragte Varda Space Industries den Bau von drei Photon-Missionen für den erdnahen Orbit und stockte diesen Auftrag im Frühjahr 2022 auf vier Stück auf. Das erste Exemplar wurde im Mai 2023 fertiggestellt und am 12. Juni 2023 von der SpaceX Transporter-8 Mission erfolgreich in den Orbit gebracht.
Eine leistungsstärkere Photon-Version ermöglicht auch Flüge jenseits der Erde. Das erste Exemplar dieser „interplanetary Photon“ brachte am 28. Juni 2022 den Capstone-Orbiter der NASA auf den Weg zum Mond und flog dann selbst am Mond vorbei. Für 2026 plant Rocket Lab den Start der Venusmission Venus Life Finder. Photon soll dabei im Vorbeiflug eine Tochtersonde aussetzen, die beim Durchfliegen der Venusatmosphäre nach Anzeichen von Leben sucht.

### Neutron
Im März 2021 kündigte Rocket Lab die Entwicklung der mittelgroßen, teilweise wiederverwendbaren Rakete „Neutron“ an. Das vorgestellte Konzept sah eine zweistufige, etwa 40 Meter hohe Rakete mit einem Durchmesser von etwa 4,5 Metern vor. Sie sollte bis zu 8 t Nutzlast in eine niedrige Erdumlaufbahn und bis zu 1,5 t in eine interplanetare Transferbahn bringen können. Die Triebwerke der angekündigten Rakete sollten wie bei der Elektron mit Kerosin und Flüssigsauerstoff betrieben werden, im Gegensatz zu dieser aber keine elektrisch angetriebenen Treibstoffpumpen verwenden. Die Rakete sollte so ausgelegt werden, dass auch bemannte Missionen möglich wären. Rocket Lab plane allerdings keine Entwicklung eines eigenen Raumschiffs.
Die ersten Starts der neuen Rakete sollten ab 2024 von der Rampe 0A des Mid-Atlantic Regional Spaceport (MARS) erfolgen. Diese befindet sich direkt neben dem Electron-Startplatz LC-2 und wurde bisher für die ähnlich große Rakete Antares 200 genutzt. Die Erststufe der Neutron sollte nach dem Start auf einer schwimmenden Plattform im Atlantik landen.
Die tatsächlich entwickelte Neutron-Rakete ist größer, hat eine höhere Nutzlastkapazität, kann auch mit Methan statt Kerosin betrieben werden und soll ab 2025 von einem neuen Startplatz des MARS starten, der seit 2023 im Bau ist. Direkt neben dem Weltraumbahnhof baut Rocket Lab auch eine Raketenfabrik für die Neutron.

### Satellitentechnik
Rocket Lab übernahm im Jahr 2020 das kanadische Unternehmen Sinclair Interplanetary, das unter anderem Reaktionsräder und Sternsensoren für Satelliten herstellt. So lieferte Rocket Lab nach eigenen Angaben beispielsweise die Reaktionsräder für den deutschen Satelliten GMS-T. Zudem werden die eigenen Satellitenkomponenten im Photon-Bus verwendet.

## Startplätze
Seit 2016 besitzt Rocket Lab den bereits beschriebenen Startplatz in Neuseeland. Zudem sollen Vereinbarungen mit der NASA über die Nutzung von Startplätzen im Kennedy Space Center und mit der Alaska Aerospace Corporation über die Nutzung des Pacific Spaceport Complex – Alaska bestehen; beide sind bislang aber nicht für Electron-Starts ausgerüstet.
Im Oktober 2018 kündigte Rocket Lab den Mid-Atlantic Regional Spaceport als Standort für Rocket Lab Launch Complex 2 an. Als dritter Standort ist der in Planung befindliche Sutherland Spaceport in den schottischen Highlands im Gespräch.